# 黑特·马柯
黑特·马柯（荷蘭語：Geert Mak, 1946年12月4日—）是一位荷兰作家和新闻记者。

## 生平

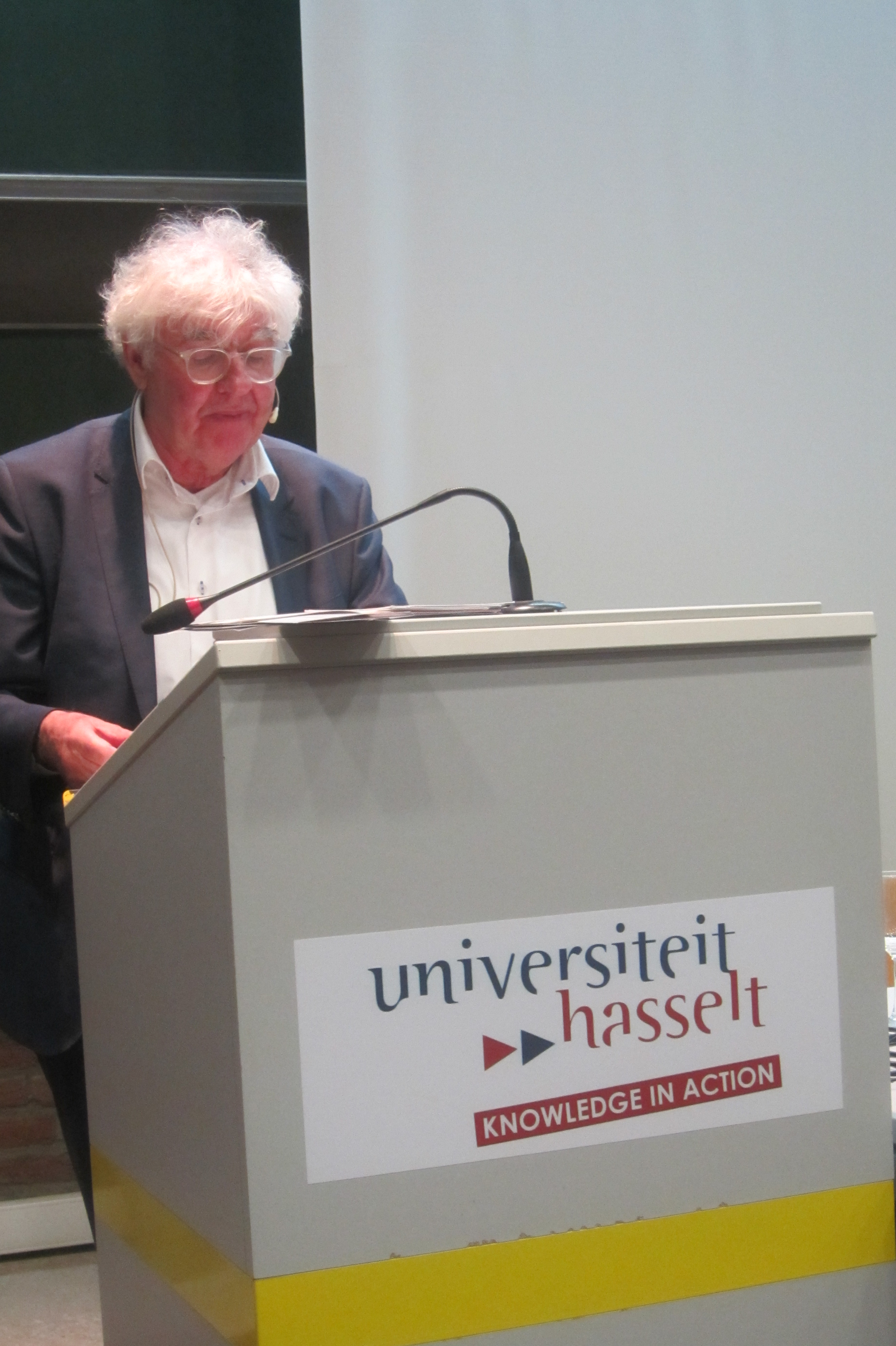
黑特·马柯

1946年出生于荷兰南荷兰省弗拉尔丁恩，1966年考入阿姆斯特丹自由大学，1967年转学到阿姆斯特丹大学。1968年因为在学生报纸上发表文章指责时任美国总统林登·约翰逊是发动越南战争的战犯而受到起诉，罪名是侮辱友邦领导人，可能是受到冷战时期美国的压力。他被判处包括但不限于监禁三周，但最终只是被责罚200荷兰盾。1972年毕业后任职于乌特勒支大学。1975年至1985年担任新闻杂志编辑。1990年代成为全职作家。2000年担任阿姆斯特丹大学教师，2003年辞职继续写作生涯。

## 著作
- 《阿姆斯特丹》，花城出版社，2007年9月，ISBN 9787536050877
- 《在欧洲》，花城出版社，2011年8月，ISBN 9787536062153